# Josep Verd i Sastre
Josep Verd i Sastre (Palma, 1879-Santa Maria del Camí, 1959)
Va fer la carrera de medicina a Barcelona (1902). Va ampliar estudis a la Sorbona. El 1903 i 1904 va publicar a la Revista balear de ciencias médicas traduccions d'articles de medicina de G. Kasarinov i Frantz Giegel. S'instal·là com a metge a sa Cabaneta fins al 1915, que passà a Santa Maria del Camí, on des de 1918 fou metge titular. De 1920 a 1924 fou vocal del col·legi de metges. L'any 1922 participà en l'organització del Primer Congrés nacional de reorganització sanitària que es va celebrar a Palma.
Va treballar de manera activa per la millora de les condicions sanitàries locals. La seva tasca com a metge de Santa Maria va cobrir un període de 34 anys sense interrupció. Treballà molt contra les malalties infeccioses (va tenir una actuació exemplar en el contagi de grip de 1918) i en la prevenció sanitària. Va dur a terme un extens recull de dades estadístiques de morbiditat i mortalitat de Santa Maria del Camí del 1871 al 1950.
El 1955 li fou concedida l'Ordre Civil de Sanitat en la categoria d'argent. L'any 1976 l'Ajuntament de Santa Maria del Camí li dedicà un carrer.